# Genshin Impact
Genshin Impact (en chino, 原神; pinyin, Yuán Shén, en japonés: 原神, romanizado: Genshin) es un videojuego de rol de acción desarrollado por miHoYo, publicado por miHoYo en China continental y en todo el mundo por HoYoverse para las plataformas Android, iOS, Microsoft Windows, PlayStation 4, PlayStation 5, y Xbox Series X|S. Es un título gratuito monetizado mediante un sistema gacha, que recibe actualizaciones frecuentemente utilizando el modelo de juego como servicio. Se lanzó el 28 de septiembre de 2020.  Está planificada una versión para Nintendo Switch, aunque no se ha anunciado una fecha de lanzamiento.
Ambientado en Teyvat, la historia se centra en el Viajero, un aventurero interestelar que despierta 500 años después de ser separado de su hermana gemela. Con la ayuda de Paimon, el protagonista debe recorrer las 7 naciones con el fin de desentrañar los misterios del mundo y encontrar a su hermana. Genshin presenta un mundo abierto de estilo anime y un sistema de combate centrado en la magia elemental y la alternación de personajes, además cuenta con mecánicas de grind.
Su desarrollo comenzó en 2017 y toma inspiración en una variedad de fuentes, incluyendo The Legend of Zelda: Breath of the Wild, el gnosticismo y mitologías. Desde su lanzamiento, Genshin Impact fue recibido positivamente por la crítica, siendo alabado por sus mecánicas de combate y su mundo abierto inmersivo. El juego es considerado un éxito comercial, recaudando más de 3.7 mil millones de dólares durante su primer año, convirtiéndose en el título con mayores ingresos por lanzamiento en la industria de los videojuegos.

## Sistema de juego
Genshin Impact es un juego de rol de acción de mundo abierto que permite al jugador controlar uno de los cuatro personajes intercambiables en un grupo. El jugador puede controlar su personaje y realizar acciones como correr, escalar, nadar y deslizarse, todo ello limitado por la resistencia. Algunos personajes poseen habilidades que pueden alterar el entorno, como congelar agua para crear un camino de hielo que puede ayudar al jugador a atravesar el terreno. El mapa cuenta con puntos de teletransportación que permiten al jugador moverse rápidamente.
El cambio entre personajes se puede realizar rápidamente durante el combate, lo que permite al jugador usar varias combinaciones diferentes de habilidades y ataques.Los personajes pueden mejorar sus habilidades de varias maneras, entras las que se incluyen subir sus niveles, mejorar sus armas y conseguir artefactos. Además de la exploración, el jugador puede intentar varios desafíos para obtener recompensas. Completar estos desafíos otorga al jugador experiencia para aumentar su rango de aventura, lo que a su vez desbloquea nuevas misiones, desafíos y eleva el nivel del mundo. El nivel del mundo es una mecánica que determina qué tan fuertes son los enemigos dentro del mundo y la rareza de las recompensas que ofrece derrotarlos.
Los jugadores pueden obtener comida cazando animales, recolectando frutas y verduras o comprándolas en las tiendas del juego. Al cocinar ingredientes, los platos creados pueden proporcionar efectos positivos, como regenerar salud o aumentar estadísticas. Los jugadores también pueden obtener minerales que pueden ser refinados para crear armas o mejorar armas. Los enemigos y los cofres del tesoro arrojan otros tipos de recursos que pueden usarse para mejorar personajes. Además, hay instancias de batalla especiales llamadas «Dominios» que recompensan con materiales que mejoran las armas o artefactos.
Genshin cuenta con un modo multijugador cooperativo, en el que hasta cuatro personas pueden explorar juntos en el mundo abierto y unirse a «Dominios». El emparejamiento se puede realizar solicitando conectarse al mundo de otro usuario o mediante una búsqueda automática. El modo permite el juego cruzado, por lo que los jugadores en cualquier plataforma pueden unirse entre sí.
Al completar ciertas misiones o participar en eventos seleccionados de tiempo limitado, se puede desbloquear personajes jugables. Sin embargo, la mayoría de estos se obtienen a través de banners, un sistema gacha. Para tirar en los banner, se requiere una moneda del juego llamada «protogemas», que se puede obtener mediante compras dentro de la aplicación o como recompensas en misiones. Un sistema de piedad garantiza que el jugador recibirá objetos raros después de un número determinado de tiradas, que son un total de 10 tiradas para obtener un personaje o arma de 4 estrellas, o un máximo de 90 tiradas para obtener un arma o un personaje de 5 estrellas.

### Combate elemental
Los personajes jugables tienen control sobre uno de los siete elementos naturales: Anemo (aire), Geo (tierra), Pyro (fuego), Hydro (agua), Cryo (hielo), Electro (electricidad) y Dendro (planta). Cuando estos elementos reaccionan entre sí, producen reacciones. Por ejemplo, si un ataque Hydro golpea a un objetivo, el enemigo obtendrá el efecto de estado «mojado», y si recibe un ataque Cryo posterior, estos dos efectos se combinan para congelar al oponente, impidiéndole temporalmente realizar cualquier acción.
Cada personaje también tiene dos habilidades de combate únicas: Una «habilidad elemental» y una «habilidad definitiva». Las habilidades elementales son ataques con un tiempo de reutilización establecido que se puede usar en cualquier momento, mientras que las habilidades definitivas requieren que el jugador acumule una cantidad específica de energía elemental para usarlas. La característica central del combate es producir diversas reacciones elementales al usar las diferentes habilidades de los cuatro personajes de un equipo. Ciertos elementos también son necesarios para resolver acertijos dentro del mundo abierto.

## Desarrollo
Después del lanzamiento oficial de Honkai Impact 3rd, HoYoverse lanzó un nuevo proyecto de juego utilizando Unity para desarrollar mejores juegos a finales de enero de 2017, cuyo propósito es mejorar el nivel de desarrollo de la compañía china y de crear juegos de mejor calidad. El equipo de producción se inspiró en la experiencia de desarrollo de The Legend of Zelda: Breath of the Wild, Grand Theft Auto Series y otros juegos para crear un sistema nuevo que, a diferencia de Honkai Impact 3rd, se caracteriza por su mundo abierto, las misiones y eventos aleatorios, y el nuevo sistema de combate y exploración. Además del doblaje chino original, el juego cuenta con la contribución de varios actores de doblaje japoneses como Rie Tanaka.
Genshin Impact ofrece el doblaje en chino, coreano, inglés y japonés, y quince idiomas de texto: alemán, chino simplificado, chino tradicional, coreano, español, francés, indonesio, inglés, italiano, japonés, portugués, ruso, tailandés, turco y vietnamita (los idiomas italiano y turco, se incluyeron a partir de la versión 3.3).

### Ambientación
Genshin Impact se desarrolla en el mundo de Teyvat, que está dividido en ocho naciones: Mondstadt, Liyue, Inazuma, Sumeru, Natlan, Fontaine, Snezhnaya y Khaenri'ah, que es una civilización que fue destruida hace 500 años, evento el cual, tiene fuertes implicaciones en la trama del juego. En la versión más reciente (5.0), los jugadores pueden recorrer un total de seis regiones, Mondstadt, Liyue, Inazuma, Sumeru, Fontaine y Natlan; Esta última fue implementada recientemente, y seguirán agregando expansiones de esta región durante los próximos meses. Cada región está inspirada tanto en países y culturas como regiones del mundo real, e incorpora elementos estéticos de estos países en determinada época.
Cada región está asociada a un arconte (dios), y a su vez, cada arconte está ligado a uno de los siete elementos, sin embargo y contrario a la creencia popular ellos no deciden quienes reciben una "visión" para canalizar los poderes de un elemento.

### Argumento

#### Prólogo
El juego comienza cuando los viajeros, hermanos mellizos, que van viajando entre mundos, llegan a Teyvat. Se encuentran con un mundo en guerra, e intentan marcharse de ahí, pero una misteriosa mujer les alcanza. En este punto del juego, el jugador puede elegir con qué mellizo jugar (Aether, el chico o Lumine, la chica). La mujer misteriosa captura al mellizo no escogido, y el otro cae inconsciente. Tiempo después, el personaje principal, (al que se refieren como «viajero»), despierta en una playa y conoce a Paimon mientras pesca. Dos meses después, el viajero, junto a Paimon, deciden ir a Mondstadt, que es la ciudad más cercana, para intentar encontrar al hermano/hermana perdido/perdida. En su viaje, Paimon le enseña al viajero una estatua de los Siete, que le otorga al jugador el poder elemental del arconte que representa.
Paimon y el viajero llegan a Mondstadt con la ayuda de una caballero de Favonius llamada Amber. Antes de que de tiempo a nada más, un dragón de nombre Stormterror asola la ciudad, y con la ayuda de un ente desconocido (que más tarde se descubrirá que es Venti), el viajero defiende la ciudad del ataque del dragón. Tras salvar la ciudad, el viajero conoce a Jean, la gran maestra intendente de los Caballeros de Favonius y decide unirse a ellos para ayudar a estabilizar la zona tras el ataque de Stormterror. Se descubre que el verdadero nombre del dragón es Dvalin, y que tiempo atrás fue uno de los guardianes de Mondstadt. El viajero se encuentra con un bardo llamado Venti, que en realidad es Barbatos, el arconte anemo. Venti traza un plan para apaciguar la ira de Dvalin, que consiste en robar la lira sagrada y tocarla para calmar al dragón. Sin embargo, cuando entran en la catedral de Mondstadt, Los Fatui (representantes de Sneznhnaya en el ámbito político y militar) se les adelantan y la roban delante de sus narices y les inculpan. Cuando consiguen recuperar la lira y repararla, Venti la toca frente a Dvalin. Se revela entonces que el dragón está bajo la influencia de un mago del abismo, un brujo que pertenece a la Orden del Abismo. El grupo consigue liberar a Dvalin de la malvada influencia, y tras ello, devuelven la lira a la catedral. A la salida, el viajero y Venti sufren una emboscada por parte de los Fatui y aparece Signora (la octava heraldo de los Fatui), que le roba a Venti la gnosis, que es la esencia del arconte.

#### Capítulo I
El viajero decide entonces buscar a los siete arcontes para ver si le pueden ayudar a encontrar a la diosa misteriosa que secuestró a su hermano. Venti le sugiere viajar a Liyue para conocer a Rex Lapis, el arconte de esa región, pero tan solo llega a Liyue, descubrirá que la ciudad se encuentra en plena festividad del rito del Descenso, que es el momento exacto en el que Rex Lapis baja al mundo mortal a hacer sus profecías anuales. Sin embargo, el arconte es aparentemente asesinado en pleno evento, y el viajero se convierte en uno de los sospechosos del crimen. Intentando escapar, el viajero se cruza directamente con Tartaglia/Nobile/Childe, un heraldo de los Fatui (como Signora), que los protege de la Geoarmada. Nobile le pide al viajero que visite a los adeptus y que les informe de lo que ha pasado. Los adeptus son espíritus guardianes de Liyue, además de ser los seres más cercanos a los dioses. Aquí conoce a Xiao, un importante adeptus y antiguo protector de Liyue.
Una vez que regresa a la ciudad de Liyue, el viajero descubre que el cadáver ha sido ocultado, por lo tanto, acompañado de Tartaglia, se dirigen a conocer al asesor de la Funeraria El Camino. En su primer encuentro con Zhongli, deben armar los preparativos para ejecutar un rito del Ascenso. Zhongli guía al viajero con la intención de conseguir todos los preparativos, conociendo al Dr. Baizhu y su empleada zombi Qiqi. Una vez que tienen todo listo, el viajero es acorralado por Ganyu, quien trae un mensaje directo de Ninguang, el equilibrio celestial de las siete estrellas y dueña de la flotante Cámara de Jade. Tiempo después, él y Paimon llegan hasta allá, y tras una conversación, comienzan a aumentar sus sospechas sobre las intenciones de Tartaglia. Luego de separarse de Zhongli, el viajero se dirige a la Casa Dorada, la fábrica que produce Mora en Teyvat, puesto que Tartaglia podría encontrarse allá.
Una vez que llega, el viajero descubre que la exuvia se encontraba ahí, y Tartaglia aparece con la intención de enfrentarlo, creyendo que el protagonista tiene posesión de la gnosis del arconte geo. Durante la pelea, Tartaglia muestra el verdadero poder de un engaño, que lo convierte completamente en una amenaza dotada de electro. Luego de que Tartaglia se diera cuenta de que el viajero no tenía la gnosis, y con la intención de generar verdadero caos, libera a un antiguo dios marítimo, Osial. Con la ayuda de las siete estrellas y los adeptus, el viajero logra derrotar a Osial, y se aproxima al banco Fatui, donde interrumpe la conversación de Zhongli y Signora. Así, el viajero se entera de que Zhongli es el arconte Rex Lapis, y que ha hecho un contrato con Signora, entregándole su gnosis a los Fatui. Tiempo después, Liyue celebra los heroicos actos del viajero, antes de que éste se dirija a Inazuma.
Poco tiempo antes de marcharse a Inazuma, vuelve a Mondstadt, donde casualmente termina conociendo a un misterioso sujeto, Dainsleif, que se suma a la encrucijada de encontrar al hermano del viajero, a cambio de que peleen contra el emisario del Abismo. Una vez que la batalla concluye, un portal se abre y una persona salta desde ahí, defendiendo al emisario. Resulta ser el hermano del viajero, que se revela ante él como líder del Abismo, advirtiendo que él ya ha completado un recorrido por Teyvat y esperará a que el viajero pueda hacerlo también, para que se de cuenta de los secretos que Teyvat oculta. Antes de retirarse, le promete que finalmente volverán a encontrarse. El hermano del viajero huye con el Emisario del Abismo por un portal, y poco antes de que se cierre, Dainsleif se cuela, abandonando al viajero. Un tráiler que revela la perspectiva del príncipe/princesa del Abismo, nos muestra cómo el gemelo lo observa desde una alta montaña.

#### Capítulo II
Después de los eventos sucedidos con el hermano del viajero, éste decide continuar su viaje por Teyvat así como le fue indicado, en busca de respuestas sobre los eventos ocurridos en el pasado, y la razón por la que el hermano decidió unirse al Abismo. Dirigiéndose a Inazuma con ayuda de Beidou, quien explica que es la única persona que puede llevarlo a la siguiente nación, debido a que aplicaron hace poco un decreto absoluto de cierre de fronteras, reforzado por la misma Arconte con una tormenta eléctrica perpetua. Junto a Kaedehara Kazuha y la tripulación, hacen los preparativos, y se dirigen a Inazuma en calidad de polizones.
Al llegar, conocen a Thoma, el sirviente de una de las familias más importantes e influyentes de la nación, que le explica que requieren su ayuda. Thoma dirige al viajero a la comisión Kamisato, donde conoce a Ayaka, la hermana menor de Ayato, quien es el líder del clan Kamisato. Ella le explica que la arconte ha decretado que todas las visiones otorgadas en la nación deben ser retiradas, y que necesita ayuda del viajero para convencerla de levantar dicho decreto. En primera instancia, el viajero se niega, debido a que se quiere centrar en su misión como prioridad. Pero Ayaka le pide que, si no va a ayudarles, al menos, vaya a hablar con algunos de los ciudadanos en una aldea cercana. El viajero accede de mala gana, pero al llegar a la aldea, le presentan a un aldeano, cuya visión fue retirada, y observan cómo parece no tener voluntad alguna. Al regresar a la comisión Kamisato y hablar de nuevo con Ayaka, se da cuenta de que cuando un portador de visión no solo pierde poderes, sino también su voluntad y ambición, dejándolos vacíos y sin propósito en la vida. Habiendo visto de primera mano las terribles consecuencias de las decisiones de la arconte, decide involucrarse.
Poco tiempo después, Thoma es capturado por la comisión Tenryou, como parte de la celebración de la captura de la centésima visión para colocarla en la estatua de los Cien Ojos (donde "ojos" hace referencia a que las visiones son los ojos de los arcontes). Dicha estatua fue un encargo de la misma Raiden Shogun, la arconte electro del país de Inazuma, en donde colocan todas las visiones capturadas. El evento fue interrumpido dramáticamente por el viajero, quien tuvo un breve enfrentamiento con una marioneta de la arconte, quien lo derrota sin esfuerzo, dejándolo demasiado débil. Thoma aprovecha esta distracción para liberarse, y huir con el viajero en brazos. En ese momento, Ayaka, Thoma y el viajero se dieron cuenta de que el viajero no es rival para la arconte, así que organizan un plan de ataque más estratégico para colarse en el palacio real.
El viajero viaja hasta la isla Yashiori, donde conoce a los miembros líderes de la rebelión contra la Raiden Shogun, encabezados por el capitán sabueso Gorou. El viajero se une a la resistencia y se enfrenta a las fuerzas de la comisión Tenryou, dirigidos por Kujou Sara, una guerrera que cree en los ideales de la arconte. Con la ayuda de la sacerdotisa Sangonomiya Kokomi, además del regreso de Kazuha y Beidou, logran ganar en el enfrentamiento campal. Finalmente, el protagonista se convierte en el líder de una división de guerreros de Sangonomiya, pero se da cuenta de que un ente misterioso está repartiendo engaños (visiones con poderes caóticos que arrebatan la vitalidad) y matando a cientos de soldados, incluyendo a Teppei, un subordinado y amigo del viajero. A raíz de esto, el viajero se dirige al lugar donde reparten los engaños, y se encuentra con Scaramuccia, el sexto de los heraldos Fatui.
Scaramuccia, que en el futuro es revelado como una creación de Raiden Ei en sus intentos de alcanzar la eternidad, está a punto de matar al viajero, pero es detenido por la suma sacerdotisa Yae Miko, quien es una de las más leales amistades de la arconte Electro. Yae Miko logra evitat que Scaramuccia mate al viajero, entregándole la Gnosis de Ei. Una vez despierto, el viajero hace un entrenamiento intensivo para volver a enfrentarse a la arconte, pero es descubierto por Kujou Sara, quien intenta arrestarlo. Yae Miko da un certero golpe bajo, cuando le revela a Sara que los ideales de la Raiden Shogun está siendo corrompidos por su propia familia, los Kujou. Enfurecida, Sara decide abrirse paso para revelar esta verdad a la arconte, pero es abatida por Signora, quien ha aparecido en busca de la gnosis, sin saber que Scaramuccia se había adelantado.
El viajero pelea con Signora, a quien derrota en su fase suprema como la Bruja Carmesí de las Llamas. Poco después, sale con vida de Tenshukaku, pero cuando se encuentra con la resistencia de Sangonomiya, es atacado por la Raiden Shogun. Kazuha, quien estaba presente, logra evitar que la diosa mate a su amigo. Al ver a Kazuha enfrentarse a la Shogun, los soldados de la isla Watatsumi, deciden ir a enfrentarse con la arconte, logrando que las visiones capturadas por la Raiden recuperen su ambición y propósito. Esto genera suficiente energía para que el viajero pueda volver a enfrentarse con la arconte. Aunque esta vez, Yae Miko le entrega un amuleto de la suerte, que le concede al Viajero, visualizar todas las ambiciones de la gente a la cual se les arrebató la visión. El protagonista derrota a la Raiden Shogun, quien se replantea el verdadero ideal de la eternidad, y debe poner término al Decreto de Captura de Visiones. Thoma, quien estaba prófugo de la justicia, es liberado y se reinserta a la sociedad. Tiempo después, el viajero habla con Yae Miko, enterándose de que Scaramuccia tiene la gnosis de Raiden Ei. Pidiendo sugerencias sobre su siguiente destino, el viajero es aconsejado a visitar Sumeru, donde reside la Reina Menor Kusanali, diosa de la sabiduría.
El tráiler «Máscaras de una noche de invierno», revela que tras la defunción de Signora, los Fatui se han reunido para ir tras Scaramuccia.

#### Capítulo III
Habiendo llegado a Sumeru, por medio de las ruinas de la Sima en Liyue, el Viajero entra en contacto con la Estatua de los Siete imbuida por Dendro, encontrándose con unas criaturas, llamadas Los Aranara, que eventualmente se revelan como criaturas inteligentes de Sumeru, que son poderosos cercanos de la Reina Menor Kusanali («La luna»), la deidad de la nación. El Viajero y Paimon se encuentran con Haypasia, una estudiante de la Academia de Sumeru, portando unos inciensos que le provocaron al Viajero un estado alucinativo, viendo el momento exacto en que la Reina Mayor Rukkadevata («El sol»), antecesora de la Reina Menor Kusanali, se hace desaparecer del Irminsul, el árbol sabio de Teyvat. Al despertar, se da cuenta de que fue auxiliado por Tignari y Collei, dos guardias forestales, quienes lo cuidan durante cierta cantidad de tiempo hasta que esté listo para ir por su cuenta.
Al llegar a la Ciudad de Sumeru, Paimon y el Viajero se dan cuenta de que hay un odio generalizado hacia la Reina Menor Kusanali, debido a que su existencia solo es causa del fallecimiento de la Reina Mayor Rukkadevata. No obstante, minorías en Sumeru son fieles devotos de la Reina Menor, incluyendo a Dunyarzad, una joven que padece Eleazar, una enfermedad causada por los efectos de las Zonas marchitas en Sumeru. Dunyarzad, junto a su guardaespaldas Dehya, y la bailarina Nilou, están organizando el Festival Sabzerus, un evento dedicado al cumpleaños de la Reina Menor Kusanali, que es fuertemente repudiado por los Sabios de la Academia. Mientras el evento es preparado, el Viajero es enviado a Puerto Ormos, ruta comercial de la nación, donde tras conocer a unos devotos del Rey del Desierto, reciben la ayuda de Alhacén, un sabio de la Academia, quien ayuda al Viajero a utilizar cápsulas de conocimiento traficadas en Puerto Ormos, con la verdadera intención de robarlas.
Más tarde, tras regresar a la Ciudad de Sumeru, el Viajero se da cuenta de que algo anda mal, cuando tras enterarse de la enfermedad de Dunyarzad, repite el mismo día, durante varias jornadas. Al perseguir una alternativa para liberarse de este "ciclo samsara", conoce a Nahida, una niña que maneja todo tipo de información y le guía a la liberación de estas repeticiones, pero que solo puede ver mediante ilusiones, sueños o posesiones de cuerpos. El Viajero se da cuenta de que el terminal Akasha -un dispositivo que todos usan en Sumeru- está causando daños a los sueños de la gente y que los sabios de la Academia están detrás de una corrupción contra la Reina Menor Kusanali. Tras varios momentos de investigación y teorías, el Viajero también concluye que Nahida es la encarnación de la Reina Menor Kusanali. Al romper los ciclos samsara, Dunyarzad fallece por Eleazar y se realiza el Festival Sabzerus, con una preciosa presentación de Nilou en el Teatro Zubayr. No obstante, tras lamenta la pérdida de Dunyarzad, al día siguiente, y gracias a los esfuerzos de Nahida, se dan cuenta de que Dunyarzad continúa viva.
Tiempo después, el Segundo de los Heraldo Fatui, Il Dottore, está colaborando con los sabios de la Academia, haciendo un gran arma mecánica para convertirlo en el nuevo Dios de Sumeru. Haypasia, la académica de los inciensos, que se ha convertido en la primera fiel al "nuevo dios", les muestra a través de una revelación que la conciencia de la Reina Mayor Rukkadevata se encuentra conectada a la de Scaramuccia, quien ha cedido la Gnosis de la Raiden Shogun, para que lo conviertan en el dios mecánico de Sumeru. Siguiendo unas pistas que Nahida les dejó antes de ser secuestrada, el Viajero y Paimon viajan al Desierto, acompañados por Alhacén, donde tras conocer al general Cyno, se enteran de que Alhacén ha robado Cápsulas de Conocimiento Prohibido y actualmente está siendo perseguido por la Academia. Luego de una intervención de Dehya, todos se refugian en la Aldea Aaru, resguardada por Candace, descendiente del Rey del Desierto.
Tras vivir algunas experiencias indeseadas causadas por los discípulos del Rey del Desierto, el grupo asilado en la Aldea Aaru, deciden colaborar por el bien de Sumeru con un plan para rescatar a la Reina Menor Kusanali. Dehya se encarga de vigilar a Il Dottore, que aparentemente "ha abandonado la ciudad". Tignari, que está cuidando a Haypasia, la mantiene a salvo de un ataque de unos subordinados de Il Dottore. Al llegar el Viajero, comprueba el estado en que se halla la académica, solo para encontrarse con una ilusión de Scaramuccia, generada por las creencias de Haypasia hacia él como dios. El plan continúa con Alhacén, encarando al Gran Sabio de la Academia por su colaboración con los Fatui, y haciendo un intercambio entre cápsulas de conocimiento. El Viajero, detenido por los sabios de la Academia, conecta su conciencia con la de Nahida, despertándola de un interminable sueño. Tras esto, Nilou ocasiona una distracción en el frontis de la Academia de Sumeru, haciendo un gran baile ceremonial que hace creer a los soldados de la Academia que la Reina Menor Kusanali se ha fugado del Santuario Surasthana. Al ir a comprobar el verdadero estado de Nahida, el Sabio de la Academia es arrestado por Cyno, quien lo obliga a rendir cuentas delante de la verdadera diosa de Sumeru.
Nahida, ahora libre por primera vez en su cuerpo físico, debe enfrentarse al dios mecánico Scaramuccia, quien luego de una ardua batalla contra el Viajero, pierde su divinidad al perder la Gnosis de la Raiden Shogun, y es inducido en un coma. Ahora en posesión de dos gnosis, Nahida logra acceder a la memoria final de la Reina Mayor Rukkadevata, que es la misma primera alucinación que el Viajero tuvo cuando entró a Sumeru. Al encontrarse con la diosa fallecida de Sumeru, ella revela que debió sacrificarse para salvar el árbol sabio Irminsul de la Guerra de los Arcontes. Tal cual un árbol, uno de sus brotes fue lo suficientemente fuerte como para crecer y convertirse en su sucesora: Nahida. Para salvar el Irminsul y eliminar todos los males que afectan a Sumeru, Nahida debe eliminar la última memoria de la Reina Mayor Rukkadevata, con lo cual obligará a todo el mundo a creer que la deidad que ha estado rigiendo la nación desde sus comienzos ha sido ella, la Reina Kusanali, por si sola. Tras una cálida despedida, el Eleazar ha desaparecido y otras afecciones en Sumeru han concluido. Nahida, que también ha olvidado a Rukkadevata, se cuestiona muchas cosas, aunque antes de que el Viajero -que extrañamente parece ser el único que recuerda lo ocurrido- pueda contextualizarla, Il Dottore vuelve a aparecer y seda completamente a Paimon y al Viajero, para tener una conversación a solas con Nahida.
Il Dottore revela que creó varios segmentos de sí mismo para poder preservarse, y el "Dottore" que Dehya había visto marchar, no era otro más que una de las copias. Tras la derrota de Scaramuccia, Nahida cede la Gnosis de la Shogun Raiden, a cambio de que Dottore destruya a sus segmentos, a lo cual decide acceder. No obstante, Il Dottore le decide ofrecer a Nahida información sobre los "falsos cielos de Teyvat", a cambio de la Gnosis Dendro. Días después, tras un festín por haber salvado Sumeru, Nahida revela al Viajero que Il Dottore le ha desclasificado información sobre los Descendidos, personas ajenas a Teyvat, que han caído a este mundo bajo circunstancias diversas.Mientras que los Principios Celestiales son el primer descendido de Teyvat, el Viajero es el cuarto descendido. Más, no obstante, la/el hermana/o del Viajero, el nuevo líder del Abismo, no figura como un descendido, sino como parte de Teyvat. El Viajero sospecha que Teyvat le ha hecho algo a su gemela/gemelo.
El Viajero decide encaminarse a Fontaine. Antes de marcharse, Scaramuccia, tras despertar del estado de coma, decide utilizar el Irminsul para eliminar su propia existencia, reencarnando como un trotamundos de Sumeru, que absolutamente nadie pueda recordar. Nahida se convierte en su tutora y decide permitirle recordar su vida pasada como Heraldo de los Fatui.
El tráiler «Festejando el gran final» revela que Arlecchino, la Cuarta Heraldo, una embajadora de Fontaine en Snezhnaya, está utilizando a los magos Lyney & Lynette, para acercarse a la divinidad de la Nación de la Justicia: la Arconte Furina y el Juez Neuvillette.

#### Capítulo IV
El Viajero y Paimon viajan a Fontaine para reunirse con Focalors, la Arconte Hydro, también conocida como Lady Furina. Se enteran de la profecía circulante de que Fontaine se inundaría, dejando solo a la Arconte Hydro llorando en su trono. El Viajero y Paimon se ven envueltos en un caso de asesinatos en serie y descubren que una misteriosa sustancia conocida como Agua de Mar Primordial puede disolver a los ciudadanos de Fontaine en agua. El Viajero y Paimon descubren que una inundación de agua de mar primordial amenaza con estallar y ahogar a Fontaine. El presidente del Tribunal Supremo de Fontaine, Neuvillette, exhibe poderes misteriosos y detiene temporalmente la inundación, revelándose como el actual Dragón Soberano del Agua, sucesor de uno de los dragones gobernantes originales de Teyvat. Arlecchino, una Heraldo de Fatui, le revela al Viajero que Furina no posee la Hidrognosis. Neuvillette y el Viajero engañan a Furina para que la lleve a un juicio con el objetivo de demostrar que ella no es una diosa, sino una humana maldita que ha vivido durante 500 años. Neuvillette descubre que Egeria, la anterior Arconte Hydro, había creado humanos usando el poder del Agua de Mar Primordial y fue castigada por los cielos usando la profecía. El sucesor de Egeria, Focalors, había separado su divinidad de su cuerpo humano, Furina, quien pretendía ser una diosa mientras Focalors trabajaba para anular la profecía. Focalors se sacrifica y devuelve el poder a Neuvillette. Luego, Neuvillette convierte a la gente de Fontaine en verdaderos humanos y los salva de la profecía, y Furina deja su papel de Arconte para vivir como una humana común y corriente.
Con la profecía anulada, la gente de Fontaine comienza a reconstruir su sociedad mientras el periódico "El Pájaro de Vapor" imprime copias gratuitas para calmar a las masas y engancharlas a las inevitables secuelas. Charlotte le pide al Viajero que la acompañe mientras se dirige a Poisson para documentar los esfuerzos de reconstrucción para dichos seguimientos. La reconstrucción de Poisson avanza sin problemas con la ayuda de Fatui y Clorinde, quien estaba oculta allí desde que su reputación se disparó después de desafiar a Furina a un duelo. Una vez que termina todos sus asuntos en la ciudad, Charlotte se dirige a la Fortaleza de Meropide para una entrevista con Jurieu y Lourvine sobre el barco volador. Finalmente, se dirigen al puerto de Romaritime y alcanzan a Lyney, Lynette y Freminet. Lyney les dice que "Padre" recibió la Hydro Gnosis y que Childe regresó a Snezhnaya para recuperarse de sus heridas. Paimon comenta cómo se aliaron con los Fatui por primera vez. Entonces aparece Arlecchino, sorprendiéndolos. Cuando se le pregunta, ella afirma que, como Heraldo, es su deber entregar la Gnosis a la Zarina. El Viajero también le pide que le devuelva la Visión de Childe.
Después de despedir a ambos grupos, el Viajero y Paimon buscan a Neuvillette, que está esperando afuera de la entrada de Erinnyes a la Fortaleza de Meropide. Les cuenta todo lo que pasó y que con sus poderes totalmente restaurados, consideró a los fontainianos "verdaderos humanos", evitando que se disolvieran al entrar en contacto con el Mar Primordial. Después de un tiempo, Furina abdicó de su papel de Hydro Archon y dejó los asuntos relacionados (aunque no el título) a Neuvillette antes de abandonar la Ópera. Neuvillette promete garantizar que se atiendan sus necesidades. También revela que, después de enviar a los dos de regreso a Teyvat, habló más con Skirk, quien comentó sobre su Hydro Gnosis, que ella reveló que eran los "restos" del tercer Descendente. Le recomendó que eliminara esos "elementos de desgracia". Neuvillette intentó preguntar sobre este tercer Descendiente pero Skirk insistió en que no lo sabía. Sin embargo, ella prometió preguntarle a su maestro y hacer que Tartaglia le transmitiera la información. Neuvillette también revela su razonamiento completo detrás de darles a los Fatui la Hydro Gnosis.
Con esta información, el Viajero le informa a Neuvillette que es el cuarto Descendente, dejándolo impresionado. Todavía no están seguros de qué son realmente los Gnosis, aunque deciden preguntarle a Childe en lugar de hacer conjeturas a ciegas. Neuvillette reflexiona entonces sobre la voluntad de los dioses y la diferencia entre la lluvia que cae sobre todos. Supone que el Viajero y Paimon se dirigirán a continuación a Natlan, la tierra de la guerra sin fin y una nación donde coexisten humanos y dragones. La información obtenida de la negociación con The Knave también revela que Il Capitano ha "arrojado su sombrero" al interminable círculo de guerra que hay allí. Neuvillette les sugiere que se preparen completamente antes de partir.

#### Capítulo V
El Viajero y Paimon viajan a Natlan en busca del Arconte Pyro, donde detectan una habitación humana y encuentran a Kachina, quien es abandonada por sus compañeros de equipo. Junto con Kachina, el Viajero y Paimon viajan a las afueras del Estadio de la Llama Sagrada, donde el Viajero se encuentra con el recipiente humano del Arconte, Mavuika. Después de la peregrinación, Mualani ofrece al Viajero y Paimon un recorrido por "People of the Springs", donde se enredan en una lucha contra el Abismo. Después de su victoria, el trío regresa al estadio y descubre que Kachina no está con el grupo que completó la misión. Mavuika no puede revivir a Kachina y suspende la peregrinación, reuniendo al grupo, incluido el Viajero, en la Cámara del Orador. Junto con el grupo y Mualani, el Viajero va al Reino de la Noche y encuentra a Kachina. Mientras estaban allí, el grupo luchó para escapar del Reino. Después de regresar a la Cámara del Portavoz, se enteran de que Natlan será destruida en menos de un año.
Bajo el consejo de Mavuika, el Viajero se encuentra con Xilonen, la forja, quien le sugiere encontrarse con Citlati, suma sacerdotisa del Mictlan. Más tarde, el Viajero se encuentra con Ororon y el Capitano, el Primer Heraldo Fatui, quien revela su plan y el de Mavuika para salvar a Natlan. Mientras tanto, los ataques del Abismo en varios lugares de Natlan son frustrados. Al darse cuenta de que el plan del Capitano sería tan desastroso como usar la Gnosis planeada por Mavuika, Mavuika, Xilonen y el Viajero se infiltran en las ruinas donde el Capitano activa el Mecanismo de la Fuente y despierta a Yohualtecuhtin. Finalmente acepta el plan de Mavuika y ofrece a sus subordinados para que ella los use, formando una alianza temporal con ella. De regreso a la superficie, la fuerza Abisal lanza una invasión a gran escala de la nación, lo que resulta en enormes bajas, y Mavuika, apoyada por seis héroes elegidos por los Wayob y Natlanese, así como sus aliados, derrota al Abismo, obligándolos a retirarse a las profundidades de Night Kingdom y así salvar a la nación del desastre inmediato.
El grupo se reúne en la posada Weary para celebrar su victoria contra la fuerza abisal. Mavuika anuncia que luchará contra la fuerza abisal restante y luego habla con el Viajero en privado, pidiéndoles que la acompañen para luchar contra la fuerza abisal restante escondida en el Reino Nocturno, ya que el Viajero es inmune a la corrosión abisal. Ella acepta la compañía si el Nombre Antiguo del Viajero es forjado, ya que la Oda de la Resurrección no se aplica a aquellos que no llevan el Nombre. El Viajero luego viaja al "Clan Flor-Pluma" y descubre que los guerreros que sobrevivieron en la naturaleza durante la invasión sufren de trastorno de estrés postraumático (TEPT) o síndrome de corrosión abisal, uno de los síntomas de la exposición al abismo durante demasiado tiempo. Con la ayuda de las tribus no afectadas y Capitano, logran recuperarse por completo. Luego, el Viajero va al Estadio por invitación de Xilonen para que se forje su Nombre Antiguo. Con el Nombre Antiguo forjado, el Viajero se enfrenta a la batalla final junto con Mavuika, y finalmente sale victorioso contra la mente maestra de Abyss, trayendo la paz a toda la nación. Después de que Capitano sacrificara su fuerza vital a Yohualtecuhtin, Mavuika le aconseja al Viajero que viaje a Nod-Krai, una ciudad en el extremo sur de Snezhnaya, donde el Gremio Voynich gobierna la ciudad mientras los Snezhnayan tienen conflictos con Fatui en la ciudad principal de Snezhnaya. También les advierte sobre los verdaderos planes de Dottore de permitir que la gente controle todos los elementos sin necesidad de una Visión.

### Regiones

#### Mondstadt
La región de Anemo, Mondstadt (del alemán: Mondstadt ‘Ciudad de la luna’) se encuentra en una isla en medio de un lago al noreste de Teyvat, siendo conocida como la «capital de la Libertad». Está situada entre cadenas montañosas y planicies amplias. En la ciudad de Mondstadt veneran al Arconte Anemo, Barbatos (Venti).
Esta región está inspirada en Alemania, Suiza y Austria y se puede apreciar en el diseño y arquitectura de la ciudad de Mondstadt, en los nombres de los personajes no jugables (Non-Playable Characters o NPC, por sus siglas en inglés) y en elementos de la geografía. Dentro de Mondstadt se encuentran muchas subregiones: Lago de Sidra, Costa del Halcón, Cabo del Juramento, Viñedo del Amanecer, etc.

#### Liyue
Liyue significa en chino simplificado, 璃 月; pinyin, Líyuè; literalmente, ‘'Luna de Vidrio'/'Luna de Jade'’, es una región que está inspirada en China, y se puede ver tanto en los paisajes como en la ciudad de Liyue, que cuenta con una estética tradicional china en las vestimentas, nombres de los personajes no jugables y personajes de la región, como Xingchiu, Chongyun, Yanfei, Zhongli, Xinyan, Qiqi o Ninguang.
Es la región Geo. La ciudad de Liyue es conocida por su gran puerto y por ser el centro de la gran mayoría de transacciones comerciales de Teyvat. En esta región se venera al Arconte Geo, Morax (Zhongli) y esto se nota en la gran cantidad de terreno rocoso que existe en esta zona del juego, así como desfiladeros y numerosas montañas. Los paisajes de esta zona del juego están inspiradas en lugares reales de China como Zhang Jia Jie o Huang Long.

#### Inazuma
Es una región inspirada en el Japón feudal. El término Inazuma significa en japonés: 稲 妻, romanizado: Inazuma, lit. 'Relámpago', lo que está relacionado tanto con su Arconte como con la visión Electro. En Liyue se puede encontrar algún personaje, como Atsuko, que cuenta cómo se fue de su región. También algún pescador en la zona del puerto de Liyue habla de lo difícil que es comerciar con Inazuma. Inazuma es un archipiélago que está ubicado al este de Liyue, el cual se encuentra gobernada por Shogun Raiden, la Arconte Electro (sabemos por Zhongli que se llama Baal, sin embargo, al finalizar la historia de Inazuma, Yae Miko nos aclara que se trata de Beelzebul, hermana gemela de Baal), es una nación sometida a una dictadura, el cual hace que sus fronteras estén cerradas y sea difícil salir y entrar, debido al Decreto de Captura de Visiones. Inazuma fue añadida al juego en la versión 2.0 trayendo personajes como Kamisato Ayaka también conocida como la "princesa garza", Kaedehara Kazuha el cual nos lleva a Inazuma junto con Beidou en su barco, Thoma, el mejor amigo de Kamisato Ayaka, Yoimiya una fabricante de fuegos artificiales, Yae Miko, Kujou Sara, entre otros. En la versión 2.1 del juego, se añadieron 2 nuevas islas más a Inazuma: La Isla Watatsumi y la Isla Seirai. En la versión 2.2 del juego, fue agregada la Isla Tsurumi. Finalmente en la versión 2.4 del juego, fue añadida una isla muy particular a Inazuma: La Isla Enkanomiya. Particular, porque es una isla que se encuentra ubicada no en la superficie del mapa, como se ha visto con el resto de islas en Inazuma, sino, que está ubicada por debajo de esta. Si bien esta isla pertenece a Teyvat, está separada de la tierra firme, ya que se encuentra flotando en el abismo, que pertenecía a una antigua civilización. Para desbloquear esta región de Inazuma, se debe completar la misión de mundo Abismo plenilunado que se encontrará disponible en la Isla Watatsumi, ya que abre el portal que nos dejará ingresar a Enkanomiya. Se desconoce, si se seguirán añadiendo nuevas islas a Inazuma en posteriores actualizaciones de Genshin Impact, pero, hasta la fecha es la última isla en ser agregada a esta región de Teyvat.

#### Sumeru
Es la región Dendro, que está ubicada al oeste de Liyue y se divide a su vez en 2 partes; una parte está compuesta de bosques y selvas, y la otra parte se compone de desiertos. Está disponible desde la versión 3.0 del juego llamada El alba de las mil rosas, lanzada el 24 de agosto de 2022. Se le conoce por ser el centro de aprendizaje de Teyvat, así como por albergar la Academia de Sumeru, donde Lisa es la egresada más destacada de dicha academia. Dainsleif realiza diversas referencias a desiertos en este lugar y Liben menciona que la región "es solo selva y desierto".
Esta región está inspirada tanto en regiones de Asia como Oriente Próximo (especialmente de países como Arabia Saudita e Irán) y Asia meridional (especialmente de la India), como de África, como África septentrional (especialmente de Egipto) del mundo real. Se divide en 2 regiones: La Selva del Dharma donde se encuentran algunas subregiones como; Antiguo Vanarana, Ashaván, Bosque Avidya, Campos Vishuddha, Selva Lokapala, Valle Ardravi, Vanarana, etc., y Gran Desierto Escarlata donde se hallan las subregiones; Alto Sutej, Bajo Sutej y Desierto Hipóstilo, los cuales (dominios y áreas específicas incluidas como Caravasar Ribat, Garganta Chinvat, Palacio Alcazarzaray o Puerto Ormos) tienen nombres en árabe, griego, persa y sánscrito, transcritos en alfabeto latino. También se encuentra en esta región una de las puertas de Khaenri'ah.
500 años atrás, durante el cataclismo, la anterior Arconte Dendro fallece, y la actual Diosa de la Sabiduría, Nahida/Reina Menor Kusanali, toma su lugar. El Festival Sabzeruz es un festival anual en la región que conmemora el nacimiento de Nahida/Reina Menor Kusanali.
Algunos personajes oriundos de esta región son: Alhacén, Candace, Cyno, Collei, Dori, Dehya, Faruzán, Kaveh, Laila, Nahida/Reina Menor Kusanali (Arconte Dendro), Nilou y Tignari.

#### Fontaine
La región Hydro, Fontaine (del francés: Fontaine ‘Fuente’) está inspirada significativamente en Francia, específicamente en este país tras la Revolución francesa, durante la Belle époque, siendo una de las regiones más modernas y urbanizadas de Teyvat. Se ubica al norte de Sumeru en su parte lacustre y es la nación donde se rinde culto a Foçalors, la Diosa de la Justicia y Arconte Hydro.
Está disponible desde la versión 4.0 del juego llamada Una llovizna inesperada, lanzada el 16 de agosto de 2023.
Algunas de las subregiones como el Condado de la Corte de Fontaine, áreas y subáreas como Poisson, Elynas, Fontana Lucine, Ópera de la Epiclesis, Petrichor, entre otros, están escritos en idioma francés.
Algunos personajes oriundos de esta región son: Charlotte, Chevreuse, Clorinde, Escoffier, Fréminet, Furina/Foçalors (Arconte Hydro), Lynette, Lyney, Navia, Neuvillette y Wriothesley.

#### Natlan
La región Pyro, Natlan (del náhuatl: Natlan ‘Lugar cerca de donde hay abundancia (de) Na’‘Na, -tla, abundancia y -tlan, locativo’) que se ubica al poniente de Sumeru en su parte desértica, es el lugar que adora a Mavuika, la Arconte Pyro y Diosa de la Guerra. Está inspirada en regiones influenciadas por culturas indígenas, principalmente las situadas en la América precolombina (especialmente de Bolivia, Estados Unidos, México y Perú), África subsahariana (especialmente de Zimbabue), Oceanía y la Polinesia (especialmente de Australia y Nueva Zelanda). La nación se caracteriza por albergar fuentes termales naturales creadas por la actividad volcánica. La gente de Natlan está agrupada en tribus, y cada tribu sigue reglas diferentes. Así mismo, existen dragones endémicos, llamados Saurios, los cuales han pasado por un desarrollo y evolución a largo plazo, y una gran cantidad de ellos coexisten con los humanos.
Está disponible desde la versión 5.0 del juego llamada Un viaje glorioso y ardiente, lanzada el 28 de agosto de 2024.
Algunas de las subregiones, áreas y subáreas como Cañón Tequemecan, Manantiales Toyac, Monte Coatepec, entre otros, están escritos en idiomas como el náhuatl.
Algunos personajes oriundos de esta región son: Citlalí, Iansán, Ifá, Kachina, Kinich, Mavuika (Arconte Pyro), Mualani, Ororon, Varesa y Xilonen.

#### Otras regiones
Durante actualizaciones posteriores Genshin Impact presentará nuevas áreas. Los actos siguientes incluyen, en orden, las regiones de Snezhnaya y Khaenri'ah. La nación de Snezhnaya y Nod-Krai, según declaraciones oficiales, contarán fuertemente con influencias rusas y es la nación donde veneran a la Arconte Cryo: La Zarina. Los Fatui, un grupo formado por diplomáticos y soldados (que incluyen a Tartaglia, Dottore, Signora, Arlecchino, Sandrone y Scaramuccia previo a la versión 3.4), proceden de este lugar. Finalmente, Khaenri'ah, que es una nación completamente original, ubicada en el subterráneo de Teyvat, con su acceso al sur de Liyue y el sureste de Sumeru.
Entre las que no constituyen naciones se puede nombrar a Celestia. La primera es un lugar situado entre las nubes de Teyvat, donde residen los Arcontes. Espinadragón es una subregión ubicada entre Mondstadt y Liyue que antiguamente albergaba una civilización prospera, que, por querer alcanzar la divinidad, fue castigada por los dioses, que dejaron caer un pilar de Celestia, el cual se puede ver en el pico de la montaña. La zona está inspirada en el monte Cervino de los Alpes. Actualmente es considerada una sección anexa de Mondstadt.
El mapa de La Sima fue agregado al juego en la versión 2.6. Dicho lugar consiste en una mina donde extraen los minerales que Liyue utiliza para comerciar. Presenta varios pisos, enemigos así como jefes nuevos y misiones de Arconte nuevas. Su publicación se divide en dos partes, siendo completada antes de lanzar la siguiente región de Tevyat, Sumeru.

## Personajes
Cuando HoYoverse participó en el Tokyo Game Show 2019, publicó un video promocional doblado en japonés, y presentó su casting de actores de doblaje japoneses.

## Sistema de gachapón
Genshin Impact tiene implementado un sistema de gachapón para conseguir nuevos personajes y armas. Este sistema funciona a base de protogemas, un elemento que se puede conseguir de forma gratuita a medida que se van completando misiones y abriendo cofres. En la tienda del juego, también se pueden adquirir estas protogemas pagando con dinero real. Genshin Impact suele tener activos 3 o 4 banners, uno permanente, y 2 o 3 temporales (Uno solo de armas y uno o 2 de personajes y armas; Uno de los banners de personaje incluye nuevos personajes, mientras que el otro banner solamente está disponible ocasionalmente, e incluye reruns, que son personajes que ya tuvieron su primer banner).

### Gachapón temporal con personaje promocional
Para lanzar un deseo en el banner temporal, se necesita Destino entrelazado, que se puede conseguir intercambiando el objeto por protogemas. A partir de la versión 2.3, existe un segundo banner temporal, que comparte los mismos personajes promocionales de 4 estrellas, así como el cómputo total de deseos de personaje garantizado con su contraparte.
| Versión | Título del evento              | Personaje limitado (5 estrellas) | Personaje acompañantes (4 estrellas) | Fecha del evento                                        | Ref     |
| ------- | ------------------------------ | -------------------------------- | ------------------------------------ | ------------------------------------------------------- | ------- |
| 1.0     | Oda del cáliz                  | Venti*                           | Bárbara*, Fischl*, Xiangling*        | Del 28 de septiembre hasta el 18 de octubre de 2020     | [ 44 ]  |
| 1.0     | Pasos centelleantes            | Klee*                            | Noelle*, Sacarosa*, Xingchiu*        | Del 20 de octubre al 10 de noviembre de 2020            | [ 45 ]  |
| 1.1     | El adiós de Snezhnaya          | Tartaglia*                       | Beidou*, Diona*, Ninguang*           | Del 11 de noviembre al 1 de diciembre de 2020           | [ 46 ]  |
| 1.1     | Soledad de la nobleza          | Zhongli*                         | Chongyun*, Razor*, Xinyan*           | Del 2 de diciembre al 22 de diciembre de 2020           | [ 47 ]  |
| 1.2     | Susurros enigmáticos           | Albedo*                          | Bennett*, Fischl, Sacarosa           | Del 23 de diciembre al 12 de enero de 2021              | [ 48 ]  |
| 1.2     | Flotando a la deriva           | Ganyu*                           | Noelle, Xiangling, Xingchiu          | Del 12 de enero de 2021 al 1 de febrero de 2021         | [ 49 ]  |
| 1.3     | Invitación al mundo mortal     | Xiao*                            | Beidou, Diona, Xinyan                | Del 3 de febrero de 2021 al 17 de febrero de 2021       | [ 50 ]  |
| 1.3     | Danza de las linternas         | Keching*                         | Bárbara, Bennett, Ninguang           | Del 17 de febrero de 2021 al 2 de marzo de 2021         | [ 51 ]  |
| 1.3     | Florecimiento fugaz            | Hu Tao*                          | Chongyun, Xiangling, Xingchiu        | Del 2 de marzo de 2021 al 16 de marzo de 2021           | [ 52 ]  |
| 1.4     | Oda del cáliz II               | Venti                            | Noelle, Razor, Sacarosa              | Del 17 de marzo de 2021 al 6 de abril de 2021           | [ 53 ]  |
| 1.4     | El adiós de Snezhnaya II       | Tartaglia                        | Bárbara, Fischl, Rosaria*            | Del 6 de abril de 2021 al 27 de abril de 2021           | [ 54 ]  |
| 1.5     | Soledad de la nobleza II       | Zhongli                          | Diona, Noelle, Yanfei*               | Del 28 de abril de 2021 al 18 de mayo de 2021           | [ 55 ]  |
| 1.5     | Sobre las olas                 | Eula*                            | Beidou, Xingchiu, Xinyan             | Del 18 de mayo de 2021 al 8 de junio de 2021            | [ 56 ]  |
| 1.6     | Pasos centelleantes II         | Klee                             | Bárbara, Fischl, Sacarosa            | Del 9 de junio de 2021 al 30 de junio de 2021           | [ 57 ]  |
| 1.6     | Hojas en el viento             | Kaedehara Kazuha*                | Bennett, Razor, Rosaria              | Del 30 de junio de 2021 al 20 de julio de 2021          | [ 58 ]  |
| 2.0     | Elegancia de la garza          | Kamisato Ayaka                   | Chongyun, Ninguang, Yanfei           | Del 21 de julio de 2021 al 10 de agosto de 2021         | [ 59 ]  |
| 2.0     | Tapiz del fuego áureo          | Yoimiya*                         | Diona, Sayu*, Xinyan                 | Del 10 de agosto de 2021 al 31 de agosto de 2021        | [ 60 ]  |
| 2.1     | Reino de la serenidad          | Shogun Raiden*                   | Kujou Sara*, Sacarosa, Xiangling     | Del 1 de septiembre de 2021 al 21 de septiembre de 2021 | [ 61 ]  |
| 2.1     | Brillo del océano              | Sangonomiya Kokomi*              | Beidou, Rosaria, Xingchiu            | Del 21 de septiembre de 2021 al 12 de octubre de 2021   | [ 62 ]  |
| 2.2     | El adiós de Snezhnaya III      | Tartaglia                        | Chongyun, Ninguang, Yanfei           | Del 13 de octubre de 2021 al 2 de noviembre de 2021     | [ 63 ]  |
| 2.2     | Florecimiento fugaz II         | Hu Tao                           | Diona, Sayu, Thoma*                  | Del 2 de noviembre de 2021 al 23 de noviembre de 2021   | [ 64 ]  |
| 2.3     | Susurros enigmáticos II        | Albedo                           | Bennett, Noelle, Rosaria             | Del 24 de noviembre de 2021 al 14 de diciembre de 2021  | [ 65 ]  |
| 2.3     | Sobre las olas II              | Eula                             | Bennett, Noelle, Rosaria             | Del 24 de noviembre de 2021 al 14 de diciembre de 2021  | [ 66 ]  |
| 2.3     | Contienda Oni                  | Arataki Itto*                    | Bárbara, Gorou*, Xiangling           | Del 14 de diciembre de 2021 al 4 de enero de 2022       | [ 67 ]  |
| 2.4     | Advenimiento trascendental     | Shenhe*                          | Chongyun, Ninguang, Yun Jin*         | Del 5 de enero de 2022 al 25 de enero de 2022           | [ 68 ]  |
| 2.4     | Invitación al mundo mortal II  | Xiao                             | Chongyun, Ninguang, Yun Jin*         | Del 5 de enero de 2022 al 25 de enero de 2022           | [ 69 ]  |
| 2.4     | Soledad de la nobleza III      | Zhongli                          | Beidou, Xingchiu, Yanfei             | Del 25 de enero de 2022 al 15 de febrero de 2022        | [ 70 ]  |
| 2.4     | Flotando a la deriva II        | Ganyu                            | Beidou, Xingchiu, Yanfei             | Del 25 de enero de 2022 al 15 de febrero de 2022        | [ 71 ]  |
| 2.5     | Púrpura perpetuo               | Yae Miko*                        | Diona, Fischl, Thoma                 | Del 16 de febrero de 2022 al 8 de marzo de 2022         | [ 72 ]  |
| 2.5     | Reino de la serenidad II       | Shogun Raiden                    | Bennett, Kujou Sara, Xinyan          | Del 8 de marzo de 2022 al 29 de marzo de 2022           | [ 73 ]  |
| 2.5     | Brillo del océano II           | Sangonomiya Kokomi               | Bennett, Kujou Sara, Xinyan          | Del 8 de marzo de 2022 al 29 de marzo de 2022           | [ 74 ]  |
| 2.6     | Incursión cerúlea              | Kamisato Ayato*                  | Sacarosa, Xiangling, Yun Jin         | Del 30 de marzo de 2022 al 19 de abril de 2022          | [ 75 ]  |
| 2.6     | Oda del cáliz III              | Venti                            | Sacarosa, Xiangling, Yun Jin         | Del 30 de marzo de 2022 al 19 de abril de 2022          | [ 76 ]  |
| 2.6     | Elegancia de la garza II       | Kamisato Ayaka                   | Razor, Rosaria, Sayu                 | Del 19 de abril de 2022 al 30 de mayo de 2022           | [ 77 ]  |
| 2.6     | Elegancia de la garza II       | Kamisato Ayaka                   | Razor, Rosaria, Sayu                 | Del 19 de abril de 2022 al 30 de mayo de 2022           | [ 78 ]  |
| 2.7     | Revelación enigmática          | Yelan*                           | Bárbara, Noelle, Yanfei              | Del 30 de mayo de 2022 al 21 de junio de 2022           | [ 79 ]  |
| 2.7     | Invitación al mundo mortal III | Xiao                             | Bárbara, Noelle, Yanfei              | Del 30 de mayo de 2022 al 21 de junio de 2022           | [ 80 ]  |
| 2.7     | Contienda oni II               | Arataki Itto                     | Chongyun, Gorou, Kuki Shinobu*       | Del 21 de junio de 2022 al 12 de julio de 2022          | [ 81 ]  |
| 2.8     | Hojas en el viento II          | Kaedehara Kazuha                 | Ninguang, Shikanoin Heizou*, Thoma   | Del 12 de julio de 2022 al 2 de agosto de 2022          | [ 82 ]  |
| 2.8     | Pasos centelleantes III        | Klee                             | Ninguang, Shikanoin Heizou*, Thoma   | Del 12 de julio de 2022 al 2 de agosto de 2022          | [ 83 ]  |
| 2.8     | Tapiz del fuego áureo II       | Yoimiya                          | Bennett, Xinyan, Yun Jin             | Del 2 de agosto de 2022 al 23 de agosto de 2022         | [ 84 ]  |
| 3.0     | Vigía viridiano                | Tignari*                         | Collei*, Diona, Fischl               | Del 24 de agosto de 2022 al 9 de septiembre de 2022     | [ 85 ]  |
| 3.0     | Soledad de la nobleza IV       | Zhongli                          | Collei*, Diona, Fischl               | Del 24 de agosto de 2022 al 9 de septiembre de 2022     | [ 86 ]  |
| 3.0     | Flotando a la deriva III       | Ganyu                            | Dori*, Sacarosa, Xingchiu            | Del 9 de septiembre de 2022 al 27 de septiembre de 2022 | [ 87 ]  |
| 3.0     | Brillo del océano III          | Sangonomiya Kokomi               | Dori*, Sacarosa, Xingchiu            | Del 9 de septiembre de 2022 al 27 de septiembre de 2022 | [ 88 ]  |
| 3.1     | Sentencia del crepúsculo       | Cyno*                            | Candace*, Kuki Shinobu, Sayu         | Del 27 de septiembre de 2022 al 14 de octubre de 2022   | [ 89 ]  |
| 3.1     | Oda del cáliz IV               | Venti                            | Candace*, Kuki Shinobu, Sayu         | Del 27 de septiembre de 2022 al 14 de octubre de 2022   | [ 90 ]  |
| 3.1     | Revoloteo de los lotos         | Nilou*                           | Bárbara, Beidou, Xiangling           | Del 14 de octubre de 2022 al 1 de noviembre de 2022     | [ 91 ]  |
| 3.1     | Susurros enigmáticos III       | Albedo                           | Bárbara, Beidou, Xiangling           | Del 14 de octubre de 2022 al 1 de noviembre de 2022     | [ 92 ]  |
| 3.2     | Iluminación verdeluna          | Nahida*                          | Bennett, Noelle, Razor               | Del 2 de noviembre de 2022 al 18 de noviembre de 2022   | [ 93 ]  |
| 3.2     | Tapiz del fuego áureo III      | Yoimiya                          | Bennett, Noelle, Razor               | Del 2 de noviembre de 2022 al 18 de noviembre de 2022   | [ 93 ]  |
| 3.2     | Púrpura perpetuo II            | Yae Miko                         | Laila*, Shikanoin Heizou, Thoma      | Del 18 de noviembre de 2022 al 6 de diciembre de 2022   | [ 94 ]  |
| 3.2     | El adiós de Snezhnaya IV       | Tartaglia                        | Laila*, Shikanoin Heizou, Thoma      | Del 18 de noviembre de 2022 al 6 de diciembre de 2022   | [ 94 ]  |
| 3.3     | Renacido de las ascuas         | Trotamundos*                     | Faruzán*, Gorou, Yanfei              | Del 7 de diciembre de 2022 al 27 de diciembre de 2022   | [ 95 ]  |
| 3.3     | Contienda oni III              | Arataki Itto                     | Faruzán*, Gorou, Yanfei              | Del 7 de diciembre de 2022 al 27 de diciembre de 2022   | [ 95 ]  |
| 3.3     | Reino de la serenidad III      | Shogun Raiden                    | Kujou Sara, Rosaria, Sayu            | Del 27 de diciembre de 2022 al 16 de enero de 2023      | [ 96 ]  |
| 3.3     | Incursión cerúlea II           | Kamisato Ayato                   | Kujou Sara, Rosaria, Sayu            | Del 27 de diciembre de 2022 al 16 de enero de 2023      | [ 96 ]  |
| 3.4     | Confidencia exhortativa        | Alhacén*                         | Xinyan, Yaoyao*, Yun Jin             | Del 17 de enero de 2023 al 7 de febrero de 2023         | [ 97 ]  |
| 3.4     | Invitación al mundo mortal IV  | Xiao                             | Xinyan, Yaoyao*, Yun Jin             | Del 17 de enero de 2023 al 7 de febrero de 2023         | [ 97 ]  |
| 3.4     | Florecimiento fugaz III        | Hu Tao                           | Beidou, Ninguang, Xingchiu           | Del 7 de febrero de 2023 al 28 de febrero de 2023       | [ 98 ]  |
| 3.4     | Revelación enigmática II       | Yelan                            | Beidou, Ninguang, Xingchiu           | Del 7 de febrero de 2023 al 28 de febrero de 2023       | [ 98 ]  |
| 3.5     | Resplandor aurífero            | Dehya*                           | Bárbara, Bennett, Collei             | Del 1 de marzo de 2023 al 21 de marzo de 2023           | [ 99 ]  |
| 3.5     | Sentencia del crepúsculo II    | Cyno                             | Bárbara, Bennett, Collei             | Del 1 de marzo de 2023 al 21 de marzo de 2023           | [ 99 ]  |
| 3.5     | Elegancia de la garza III      | Kamisato Ayaka                   | Diona, Mika*, Sacarosa               | Del 21 de marzo de 2023 al 11 de abril de 2023          | [ 100 ] |
| 3.5     | Advenimiento trascendental II  | Shenhe                           | Diona, Mika*, Sacarosa               | Del 21 de marzo de 2023 al 11 de abril de 2023          | [ 100 ] |
| 3.6     | Iluminación verdeluna II       | Nahida                           | Dori, Kuki Shinobu, Laila            | Del 12 de abril de 2023 al 2 de mayo de 2023            | [ 101 ] |
| 3.6     | Revoloteo de los lotos II      | Nilou                            | Dori, Kuki Shinobu, Laila            | Del 12 de abril de 2023 al 2 de mayo de 2023            | [ 101 ] |
| 3.6     | Latido inmaculado              | Baizhu*                          | Candace, Fischl, Kaveh*              | Del 2 de mayo de 2023 al 23 de mayo de 2023             | [ 102 ] |
| 3.6     | Flotando a la deriva IV        | Ganyu                            | Candace, Fischl, Kaveh*              | Del 2 de mayo de 2023 al 23 de mayo de 2023             | [ 102 ] |
| 3.7     | Tapiz del fuego áureo IV       | Yoimiya                          | Chongyun, Kirara*, Yun Jin           | Del 24 de mayo de 2023 al 13 de junio de 2023           | [ 103 ] |
| 3.7     | Púrpura perpetuo III           | Yae Miko                         | Chongyun, Kirara*, Yun Jin           | Del 24 de mayo de 2023 al 13 de junio de 2023           | [ 103 ] |
| 3.7     | Hojas en el viento III         | Kaedehara Kazuha                 | Shikanoin Heizou, Xiangling, Yaoyao  | Del 13 de junio de 2023 al 4 de julio de 2023           | [ 104 ] |
| 3.7     | Confidencia exhortativa II     | Alhacén                          | Shikanoin Heizou, Xiangling, Yaoyao  | Del 13 de junio de 2023 al 4 de julio de 2023           | [ 104 ] |
| 3.8     | Sobre las olas III             | Eula                             | Mika, Razor, Thoma                   | Del 5 de julio de 2023 al 25 de julio de 2023           | [ 105 ] |
| 3.8     | Pasos centelleantes IV         | Klee                             | Mika, Razor, Thoma                   | Del 5 de julio de 2023 al 25 de julio de 2023           | [ 105 ] |
| 3.8     | Brillo del océano IV           | Sangonomiya Kokomi               | Faruzán, Rosaria, Yanfei             | Del 25 de julio de 2023 al 15 de agosto de 2023         | [ 106 ] |
| 3.8     | Renacido de las ascuas II      | Trotamundos                      | Faruzán, Rosaria, Yanfei             | Del 25 de julio de 2023 al 15 de agosto de 2023         | [ 106 ] |
| 4.0     | Entre luces y sombras          | Lyney*                           | Bárbara, Bennett, Lynette*           | Del 16 de agosto de 2023 al 5 de septiembre de 2023     | [ 107 ] |
| 4.0     | Revelación enigmática III      | Yelan                            | Bárbara, Bennett, Lynette*           | Del 16 de agosto de 2023 al 5 de septiembre de 2023     | [ 107 ] |
| 4.0     | Soledad de la nobleza V        | Zhongli                          | Fréminet*, Noelle, Sayu              | Del 5 de septiembre de 2023 al 26 de septiembre de 2023 | [ 108 ] |
| 4.0     | El adiós de Snezhnaya V        | Tartaglia                        | Fréminet*, Noelle, Sayu              | Del 5 de septiembre de 2023 al 26 de septiembre de 2023 | [ 108 ] |
| 4.1     | Edicto abisal                  | Neuvillette*                     | Diona, Fischl, Xingchiu              | Del 27 de septiembre de 2023 al 17 de octubre de 2023   | [ 109 ] |
| 4.1     | Florecimiento fugaz IV         | Hu Tao                           | Diona, Fischl, Xingchiu              | Del 27 de septiembre de 2023 al 17 de octubre de 2023   | [ 109 ] |
| 4.1     | Destino tumultuoso             | Wriothesley*                     | Chongyun, Dori, Thoma                | Del 17 de octubre de 2023 al 7 de noviembre de 2023     | [ 110 ] |
| 4.1     | Oda del cáliz V                | Venti                            | Chongyun, Dori, Thoma                | Del 17 de octubre de 2023 al 7 de noviembre de 2023     | [ 110 ] |
| 4.2     | Oda a todas las aguas          | Furina*                          | Beidou, Charlotte*, Collei           | Del 8 de noviembre de 2023 al 28 de noviembre de 2023   | [ 111 ] |
| 4.2     | Latido inmaculado II           | Baizhu                           | Beidou, Charlotte*, Collei           | Del 8 de noviembre de 2023 al 28 de noviembre de 2023   | [ 111 ] |
| 4.2     | Sentencia del crepúsculo III   | Cyno                             | Kirara, Kuki Shinobu, Xiangling      | Del 28 de noviembre de 2023 al 19 de diciembre de 2023  | [ 112 ] |
| 4.2     | Incursión cerúlea III          | Kamisato Ayato                   | Kirara, Kuki Shinobu, Xiangling      | Del 28 de noviembre de 2023 al 19 de diciembre de 2023  | [ 112 ] |
| 4.3     | Juramento de las rosas         | Navia*                           | Candace, Sacarosa, Rosaria           | Del 20 de diciembre de 2023 al 9 de enero de 2024       | [ 113 ] |
| 4.3     | Elegancia de la garza IV       | Kamisato Ayaka                   | Candace, Sacarosa, Rosaria           | Del 20 de diciembre de 2023 al 9 de enero de 2024       | [ 113 ] |
| 4.3     | Tápiz del fuego áureo V        | Yoimiya                          | Bennett, Chevreuse*, Kujou Sara      | Del 9 de enero de 2024 al 30 de enero de 2024           | [ 114 ] |
| 4.3     | Reino de la serenidad IV       | Shogun Raiden                    | Bennett, Chevreuse*, Kujou Sara      | Del 9 de enero de 2024 al 30 de enero de 2024           | [ 114 ] |
| 4.4     | Nimbomorada de la grulla       | Xianyun*                         | Faruzán, Gaming*, Noelle             | Del 31 de enero de 2024 al 20 de febrero de 2024        | [ 115 ] |
| 4.4     | Iluminación verdeluna III      | Nahida                           | Faruzán, Gaming*, Noelle             | Del 31 de enero de 2024 al 20 de febrero de 2024        | [ 115 ] |
| 4.4     | Invitación al mundo mortal V   | Xiao                             | Ninguang, Yaoyao, Xinyan             | Del 20 de febrero de 2024 al 12 de marzo de 2024        | [ 116 ] |
| 4.4     | Púrpura perpetuo IV            | Yae Miko                         | Ninguang, Yaoyao, Xinyan             | Del 20 de febrero de 2024 al 12 de marzo de 2024        | [ 116 ] |
| 4.5     | Nubes sedosas                  | Chiori*                          | Dori, Gorou, Yun Jin                 | Del 13 de marzo de 2024 al 2 de abril de 2024           | [ 117 ] |
| 4.5     | Contienda oni IV               | Arataki Itto                     | Dori, Gorou, Yun Jin                 | Del 13 de marzo de 2024 al 2 de abril de 2024           | [ 117 ] |
| 4.5     | Edicto abisal II               | Neuvillette                      | Bárbara, Xingchiu, Yanfei            | Del 2 de abril de 2024 al 23 de abril de 2024           | [ 118 ] |
| 4.5     | Hojas en el viento IV          | Kaedehara Kazuha                 | Bárbara, Xingchiu, Yanfei            | Del 2 de abril de 2024 al 23 de abril de 2024           | [ 118 ] |
| 4.6     | Cenizas de la hoguera          | Arlecchino*                      | Fréminet, Lynette, Xiangling         | Del 24 de abril de 2024 al 14 de mayo de 2024           | [ 119 ] |
| 4.6     | Entre luces y sombras II       | Lyney                            | Fréminet, Lynette, Xiangling         | Del 24 de abril de 2024 al 14 de mayo de 2024           | [ 119 ] |
| 4.6     | Renacido de las acuas III      | Trotamundos                      | Beidou, Faruzán, Laila               | Del 14 de mayo de 2024 al 4 de junio de 2024            | [ 120 ] |
| 4.6     | Latido inmaculado III          | Baizhu                           | Beidou, Faruzán, Laila               | Del 14 de mayo de 2024 al 4 de junio de 2024            | [ 120 ] |
| 4.7     | Rayo de la noche               | Clorinde*                        | Bennett, Sethos*, Thoma              | Del 5 de junio de 2024 al 25 de junio de 2024           | [ 121 ] |
| 4.7     | Confidencia exhortativa III    | Alhacén                          | Bennett, Sethos*, Thoma              | Del 5 de junio de 2024 al 25 de junio de 2024           | [ 121 ] |
| 4.7     | Corazón rociomarino            | Sigewinne*                       | Gaming, Noelle, Rosaria              | Del 25 de junio de 2024 al 16 de julio de 2024          | [ 122 ] |
| 4.7     | Oda a todas las aguas II       | Furina                           | Gaming, Noelle, Rosaria              | Del 25 de junio de 2024 al 16 de julio de 2024          | [ 122 ] |
| 4.8     | Juramento de las rosas II      | Navia                            | Kaveh, Kirara, Ninguang              | Del 17 de julio de 2024 al 6 de agosto de 2024          | [ 123 ] |
| 4.8     | Revoloteo de los lotos III     | Nilou                            | Kaveh, Kirara, Ninguang              | Del 17 de julio de 2024 al 6 de agosto de 2024          | [ 123 ] |
| 4.8     | Fragancia del rocío            | Émilie*                          | Razor, Xiangling, Yanfei             | Del 6 de agosto de 2024 al 27 de agosto de 2024         | [ 124 ] |
| 4.8     | Revelación enigmática IV       | Yelan                            | Razor, Xiangling, Yanfei             | Del 6 de agosto de 2024 al 27 de agosto de 2024         | [ 124 ] |
| 5.0     | Escualosurf cabalgaolas        | Mualani*                         | Bennett, Kachina*, Xinyan            | Del 28 de agosto de 2024 al 17 de septiembre de 2024    | [ 125 ] |
| 5.0     | Hojas en el viento V           | Kaedehara Kazuha                 | Bennett, Kachina*, Xinyan            | Del 28 de agosto de 2024 al 17 de septiembre de 2024    | [ 125 ] |
| 5.0     | Secretos del fuego             | Kinich*                          | Chevreuse, Kujou Sara, Thoma         | Del 17 de septiembre de 2024 al 8 de octubre de 2024    | [ 126 ] |
| 5.0     | Reino de la serenidad V        | Shogun Raiden                    | Chevreuse, Kujou Sara, Thoma         | Del 17 de septiembre de 2024 al 8 de octubre de 2024    | [ 126 ] |
| 5.1     | Gracia forjallamas             | Xilonen*                         | Dori, Candace, Collei                | Del 9 de octubre de 2024 al 29 de octubre de 2024       | [ 127 ] |
| 5.1     | Nubes sedosas II               | Chiori                           | Dori, Candace, Collei                | Del 9 de octubre de 2024 al 29 de octubre de 2024       | [ 127 ] |
| 5.1     | Iluminación verdeluna IV       | Nahida                           | Sethos, Xingchiu, Kuki Shinobu       | Del 29 de octubre de 2024 al 19 de noviembre de 2024    | [ 128 ] |
| 5.1     | Florecimiento fugaz V          | Hu Tao                           | Sethos, Xingchiu, Kuki Shinobu       | Del 29 de octubre de 2024 al 19 de noviembre de 2024    | [ 128 ] |
| 5.2     | Disparo carmesí                | Chasca*                          | Ororon*, Sacarosa, Bárbara           | Del 20 de noviembre de 2024 al 10 de diciembre de 2024  | [ 129 ] |
| 5.2     | Entre luces y sombras III      | Lyney                            | Ororon*, Sacarosa, Bárbara           | Del 20 de noviembre de 2024 al 10 de diciembre de 2024  | [ 129 ] |
| 5.2     | Edicto abisal III              | Neuvillette                      | Heizou, Fischl, Yaoyao               | Del 10 de diciembre de 2024 al 31 de diciembre de 2024  | [ 130 ] |
| 5.2     | Soledad de la nobleza VI       | Zhongli                          | Heizou, Fischl, Yaoyao               | Del 10 de diciembre de 2024 al 31 de diciembre de 2024  | [ 130 ] |
| 5.3     | Resplandor flamescentral       | Mavuika*                         | Kachina, Bennett, Diona              | Del 1 de enero de 2025 al 21 de enero de 2025           | [ 131 ] |
| 5.3     | Susurros estelares             | Citlalí*                         | Kachina, Bennett, Diona              | Del 1 de enero de 2025 al 21 de enero de 2025           | [ 131 ] |
| 5.3     | Cenizas de la hoguera II       | Arlecchino                       | Lan Yan*, Chevreuse, Rosaria         | Del 21 de enero de 2025 al 11 de febrero de 2025        | [ 132 ] |
| 5.3     | Rayo de la noche II            | Clorinde                         | Lan Yan*, Chevreuse, Rosaria         | Del 21 de enero de 2025 al 11 de febrero de 2025        | [ 132 ] |
| 5.4     | Letargo del amanecer           | Yumemizuki Mizuki*               | Gorou, Xiangling, Sayu               | Del 11 de febrero de 2025 al 4 de marzo de 2025         | [ 133 ] |
| 5.4     | Corazón rociomarino II         | Sigewinne                        | Gorou, Xiangling, Sayu               | Del 11 de febrero de 2025 al 4 de marzo de 2025         | [ 133 ] |
| 5.4     | Destino tumultuoso II          | Wriothesley                      | Charlotte, Chongyun, Mika            | Del 4 de marzo de 2025 al 25 de marzo de 2025           | [ 134 ] |
| 5.4     | Oda a todas las aguas III      | Furina                           | Charlotte, Chongyun, Mika            | Del 4 de marzo de 2025 al 25 de marzo de 2025           | [ 134 ] |
| 5.5     | Cornucopia de la contienda     | Varesa*                          | Iansán, Chevreuse, Gaming            | Del 25 de marzo al 15 de abril de 2025                  | [ 135 ] |
| 5.5     | Nimbomorada de la grulla II    | Xianyun                          | Iansán, Chevreuse, Gaming            | Del 25 de marzo al 15 de abril de 2025                  | [ 135 ] |
| 5.5     | Gracia forjallamas II          | Xilonen                          | Faruzán, Yanfei, Beidou              | Del 15 de abril al 6 de mayo de 2025                    | [ 136 ] |
| 5.5     | Oda del cáliz VI               | Venti                            | Faruzán, Yanfei, Beidou              | Del 15 de abril al 6 de mayo de 2025                    | [ 136 ] |
| 5.6     | Chanson de las bayas           | Escoffier*                       | Ifá*, Layla, Ororon                  | Del 6 de mayo al 27 de mayo de 2025                     | [ 137 ] |
| 5.6     | Juramento de las rosas III     | Navia                            | Ifá*, Layla, Ororon                  | Del 6 de mayo al 27 de mayo de 2025                     | [ 137 ] |
| 5.6     | Secretos del fuego II          | Kinich                           | Lynette, Kujou Sara, Thoma           | Del 27 de mayo al 17 de junio de 2025                   | [ 138 ] |
| 5.6     | Reino de la serenidad VI       | Shogun Raiden                    | Lynette, Kujou Sara, Thoma           | Del 27 de mayo al 17 de junio de 2025                   | [ 138 ] |
| 5.7     | Advenimiento vacuoastral       | Skirk*                           | Dahlia*, Candace, Diona              | Del 17 de junio al 8 de julio del 2025                  | [ 139 ] |
| 5.7     | Advenimiento trascendental III | Shenhe                           | Dahlia*, Candace, Diona              | Del 17 de junio al 8 de julio del 2025                  | [ 139 ] |
| 5.7     | Resplandor flamescentral II    | Mavuika                          | Iansán, Yaoyao, Xiangling            | Del 8 de julio al 29 de julio de 2025                   | [ 140 ] |
| 5.7     | Fragancia del rocío II         | Émilie                           | Iansán, Yaoyao, Xiangling            | Del 8 de julio al 29 de julio de 2025                   | [ 140 ] |
| 5.8     | Activación astral              | Ineffa*                          | Sethos, Xingchiu, Fischl             | Del 29 de julio al 19 de agosto de 2025                 | [ 141 ] |
| 5.8     | Susurros estelares II          | Citlalí                          | Sethos, Xingchiu, Fischl             | Del 29 de julio al 19 de agosto de 2025                 | [ 141 ] |
| 5.8     | Escualosurf cabalgaolas II     | Mualani                          | Ifá, Ororon, Bennett                 | Del 19 de agosto al 9 de septiembre de 2025             | [ 142 ] |
| 5.8     | Disparo carmesí II             | Chasca                           | Ifá, Ororon, Bennett                 | Del 19 de agosto al 9 de septiembre de 2025             | [ 142 ] |
| 6.0     |                                |                                  |                                      |                                                         |         |
|         |                                |                                  |                                      |                                                         |         |
|         |                                |                                  |                                      |                                                         |         |
|         |                                |                                  |                                      |                                                         |         |

### Gachapón temporal con arma promocional
| Versión | Título del evento        | Armas limitadas (5 estrellas)                            | Armas acompañantes (4 estrellas)                                                                                      | Fecha del evento                                     |
| ------- | ------------------------ | -------------------------------------------------------- | --- | ---------------------------------------------------- |
| 1.0     | Encarnación divina I     | Aquila Favonia* Arco de Amos*                            | Flauta, Espada del tiempo, Último Acorde, Lanza de Favonius, Sinfonía de los Merodeadores                             | Del 28 de septiembre al 18 de octubre del 2020       |
| 1.0     | Encarnación divina II    | Oración Perdida a los Vientos Sagrados* Lápida del Lobo* | Gran Espada del Sacrificio, Espada del Sacrificio, Arco del Sacrificio, Memorias de Sacrificios, Perdición del Dragón | Del 20 de octubre al 9 de noviembre del 2020         |
| 1.1     | Encarnación divina III   | Alas Celestiales* Candado Terrenal*                      | Herrumbre, Flauta, Ojo de la Perspicacia, Lanza de Favonius, Segadora de la Lluvia                                    | Del 11 de noviembre al 1 de diciembre del 2020       |
| 1.1     | Encarnación divina IV    | Lanza Perforanubes* Espada de la Desidia*                | Arco de Favonius, Códice de Favonius, Rugido del León, Perdición del Dragón, Espada del Tiempo                        | Del 1 de diciembre al 22 de diciembre del 2020       |
| 1.2     | Encarnación divina V     | Rompemontañas* Pergamino Celestial*                      | Espada de Favonius, Gran Espada de Favonius, Lanza de Favonius, Memorias de Sacrificios, Último Acorde                | Del 23 de diciembre del 2020 al 12 de enero del 2021 |
| 1.2     | Encarnación divina VI    | Arco de Amos Orgullo Celestial*                          | Arco de Favonius, Ojo de la Perspicacia, Espada del Sacrificio, Perdición del Dragón, Espada del Tiempo               | Del 12 de enero al 2 de febrero del 2021             |
| 1.3     | Encarnación divina VII   | Halcón de Jade* Cortador de Jade Primordial*             | Herrumbre, Ojo de la Perspicacia, Flauta, Lanza de Favonius, Gran Espada del Sacrificio                               | Del 3 de febrero al 23 de febrero del 2021           |
| 1.3     | Encarnación divina VIII  | Lápida del Lobo Báculo de Homa*                          | Espada Lítica, Sinfonía de los Merodeadores, Arco del Sacrificio, Rugido del León, Perdición del Dragón               | Del 23 de febrero al 16 de marzo del 2021            |
| 1.4     | Encarnación divina IX    | Elegía del Fin* Hoja Afilada Celestial                   | Arco de Favonius, Destello en la Oscuridad, Gran Espada de Favonius, Perdición del Dragón, Vino y Poesía              | Del 17 de marzo al 6 de abril del 2021               |
| 1.4     | Encarnación divina X     | Alas Celestiales Oración Perdida a los Vientos Sagrados  | Cazador del Callejón, Códice de Favonius, Espada de Favonius, Gran Espada de Sacrificio, Lanza de Favonius            | Del 6 de abril al 27 de abril del 2021               |
| 1.5     | Encarnación divina XI    | Rompemontañas Candado Terrenal                           | Arco del Sacrificio, Espada Lítica, Flauta, Ojo de la Perspicacia                                                     | Del 28 de abril al 18 de mayo del 2021               |
| 1.5     | Encarnación divina XII   | Oda de los Pinos Aquila Favonia                          | Espada del Sacrificio, Segadora de la Lluvia, Memorias de Sacrificios, Herrumbre                                      | Del 18 de mayo al 8 de junio del 2021                |
| 1.6     | Encarnación divina XIII  | Oración Perdida a los Vientos Sagrados Orgullo Celestial | Vals Nocturno, Rugido del León, Lanza de Favonius, Sinfonía de los Merodeadores                                       | Del 9 de junio al 29 de junio del 2021               |
| 1.6     | Encarnación divina XIV   | Pergamino Celestial Juramento por la Libertad            | Destello en la Oscuridad, Vino y Poesía, Cazador del Callejón, Gran Espada de Favonius, Perdición del Dragón          | Del 29 de junio al 20 de julio del 2021              |
| 2.0     | Encarnación divina XV    | Reflejo de las Tinieblas Púa Celestial                   | Espada de Favonius, Gran Espada de Sacrificio, Lanza de Favonius, Códice de Favonius, Último Acorde                   | Del 21 de julio al 10 de agosto del 2021             |
| 2.0     | Encarnación divina XVI   | Agitador del Relámpago Hoja Afilada Celestial            | Espada de Sacrificio, Segadora de la Lluvia, Perdición del Dragón, Memorias de Sacrificios, Arco de Favonius          | Del 10 de agosto al 31 de agosto del 2021            |
| 2.1     | Encarnación divina XVII  | Luz del Segador Espada de la Desidia                     | Rugido del León, Espada del Tiempo, Lanza de Favonius, Sinfonía de los Merodeadores, Arco del Sacrificio              | Del 1 de septiembre al 21 de septiembre del 2021     |
| 2.1     | Encarnación divina XVIII | Cortador de Jade Primordial Luna Inalterable             | Flauta, Gran Espada de Favonius,                                                                                      |                                                      |

### Gachapón permanente
Para lanzar un deseo en el banner permanente, se necesita Encuentro del destino, dicho objeto se puede obtener mediante la compra o canje de divisas internas del videojuego, siendo estas: Protogemas, Polvo Estelar y Brillo Estelar. Adicionalmente se puede obtener al ascender de nivel a un personaje, específicamente en las ascensiones de nivel 20, 50 y 70. En el Pase de batalla, cuando se llega a cierto nivel, también se regala al jugador este objeto.

### Gachapón recopilatorio
El 1 de marzo de 2024, HoYoverse reveló en el anuncio oficial de la versión 4.5 «Filos tejiendo entre bordados», un nuevo gachapón que incluirá personajes promocionales de 5 estrellas de cada región, y que será renovado de versión a versión. Muy similar al gachapón de tiempo limitado, el asegurado se conseguirá con 90 deseos entrelazados. Los jugadores pueden elegir dentro de las opciones que ofrece el banner, a cual ellos más deseen para adquirir con sus gachas. En caso de no obtener el arma o personaje deseado, la próxima vez que se obtenga un personaje de 5 estrellas, será el elegido por el jugador.
Las condiciones para que personajes figuren en el gachapón recopilatorio, son que el personaje haya aparecido al menos 3 ocasiones en el gachapón de tiempo limitado, y que lleve un tiempo considerable sin figurar en dicho gachapón.
Para el desarrollo de la versión 5.3, se anuló la regla de que el personaje haya aparecido al menos 3 ocasiones en el gachapón limitado, permitiendo que Shenhe, personaje que había tenido solo dos banners, vuelva después de casi dos años.
| Versión | Título                     | Región    | Personajes limitados (5 estrellas)                                                                            | Fecha del evento                                 | Ref     |
| ------- | -------------------------- | --------- | --- | ------------------------------------------------ | ------- |
| 4.5     | Balada de la brisa matinal | Mondstadt | Albedo, Diluc, Eula, Jean, Klee, Mona                                                                         | Del 13 de marzo de 2024 al 2 de abril de 2024    | [ 145 ] |
| 5.3     | Recuerdos de piedra y jade | Liyue     | Baizhu, Ganyu, Keqing, Qiqi, Shenhe, Tartaglia, Xiao                                                          | Del 21 de enero de 2025 al 11 de febrero de 2025 | [ 132 ] |
| 5.6     | Empíreo de las tormentas   | Inazuma   | Kamisato Ayaka, Kamisato Ayato, Yoimiya, Chiori, Yae Miko, Arataki Itto, Sangonomiya Kokomi, Kaedehara Kazuha | Del 27 de mayo de 2025 al 17 de junio de 2025    | [ 138 ] |

## Colaboraciones

#### Honkai Impact 3rd
El 28 de junio de 2021, HoYoverse en su página y redes sociales oficiales, anunció un crossover oficial entre Genshin Impact y Honkai Impact 3rd, haciéndose el anuncio también en las páginas y redes sociales oficiales de ambos juegos. La colaboración se estrenó en la actualización de Honkai Impact 3rd en su versión 4.9 llamada Outworld Traveler (en inglés, Outworld Traveler, lit. 'Viajero del mundo exterior') el 9 de julio de 2021 a las 12:00 h. Al iniciar sesión por primera vez en la nueva actualización, todos los jugadores recibieron a Fischl: Prinzessin der Verurteilung o Princesa del juicio como nuevo personaje de tipo BIO y de rango base A, de forma gratuita, quién sería la primera arquera dentro del universo de Honkai Impact 3rd. Algunos accesorios que se podían obtener eran; el arco oficial de Fischl, su equipo de estigmas, fragmentos para su fortalecimiento, una insignia para el Capitán (el jugador) que daba oportunidad apreciar a Paimon estéticamente, una vez equipada, independientemente del tipo de minijuego o modo de juego al que se entre dentro de Honkai Impact 3rd, y una skin de Klee para Theresa Apocalypse disponible para su traje de combate Celestial Hymn. A la fecha, Fischl y sus fragmentos todavía pueden conseguirse incluso tras la versión 4.9, exceptuando el resto de accesorios. En el evento homónimo al nombre de la actualización, se presenta una trama donde Otto Apocalypse (el principal antagonista de Honkai Impact 3rd) quiere desarrollar un videojuego y le muestra a Welt Yang (quién, si bien es canónicamente adversario de Otto en Honkai Impact 3rd, en esta trama fungen como colegas de trabajo) 3 ideas al respecto que resultan ser los minijuegos del evento, y donde participaron como protagonistas las gemelas Rozaliya y Liliya Olenyeva, Yae Sakura, Fu Hua, Rita Rossweisse, Seele Vollerei y Durandal. Mientras duró el evento también se pudo jugar con Keching, como personaje de tipo BIO, aunque de forma temporal. El evento concluyó 12 de agosto de 2021 a las 04:00 h.

#### Horizon Zero Dawn
El 22 de julio de 2021, Guerrilla Games en un comunicado oficial, anunció una colaboración entre Genshin Impact y Horizon Zero Dawn, por su parte, HoYoverse anunció esta noticia 5 días después. Los jugadores por encima del Rango de Aventura 20 podrían recibir Aloy gratis a través del correo del juego, como arquera con el título de La Salvadora de Otro Mundo, de tipo Cryo y de rareza 5 estrellas, por tiempo limitado. Para los jugadores de PlayStation 4 y PlayStation 5 disfrutarían de acceso anticipado exclusivo al personaje a partir de la versión 2.1 llamada Mundo Flotante bajo la Luz de la Luna, mientras que los jugadores de otras plataformas podrían reclamar a Aloy durante la versión 2.2 llamada En el peligroso laberinto de niebla.

## Recepción del juego

### Recaudación
En las dos primeras semanas de juego tras su lanzamiento oficial a nivel mundial el 28 de septiembre de 2020, HoYoverse recaudó 100 millones de dólares. El 28 de octubre de 2020, un mes después del lanzamiento, el portal Sensor Tower afirmó que la recaudación durante el primer mes de juego había llegado a 250 millones de dólares, convirtiéndose en la aplicación que más ingresos ha generado en su primer mes de lanzamiento, tanto en App Store como en Google Play.

### Premios
| Año  | Premio                               | Categoría                        | Resultado      | Ref     |
| ---- | ------------------------------------ | -------------------------------- | -------------- | ------- |
| 2020 | The Game Awards 2020                 | Mejor juego para móviles         | Nominado       |         |
| 2020 | The Game Awards 2020                 | Mejor juego de rol               | Nominado       |         |
| 2020 | Lo Mejor de la App Store de 2020     | Juego para iPhone del año        | Ganador        | [ 169 ] |
| 2020 | Best Games of 2020                   | Best Game of 2020                | Ganador        | [ 170 ] |
| 2020 | Best Games of 2020                   | Users’ Choice Game of 2020       | Nominado       | [ 171 ] |
| 2020 | TapTap Game Awards 2020              | Game of the Year                 | Ganador        | [ 172 ] |
| 2020 | Golden Joystick Awards               | Ultimate Game of the Year        | Nominado       | [ 173 ] |
| 2021 | 2021 Apple Design Award              | Visuals and Graphics             | Ganador        | [ 174 ] |
| 2021 | Pocket Gamer Mobile Game Awards 2021 | Pocket Gamer People's Choice     | Nominado       | [ 175 ] |
| 2021 | Pocket Gamer Mobile Game Awards 2021 | Best Audio/Visual Accomplishment | Ganador        | [ 175 ] |
| 2021 | Pocket Gamer Mobile Game Awards 2021 | Game of the Year                 | Ganador        | [ 175 ] |
| 2021 | PlayStation Partner Awards 2021      | GRAND AWARD                      | Ganador        | [ 176 ] |
| 2021 | PlayStation Game Music Award         | Game Music Award                 | Segundo puesto | [ 177 ] |
| 2021 | The Game Awards 2021                 | Best Mobile Game                 | Ganador        | [ 178 ] |
| 2021 | The Game Awards 2021                 | Best Ongoing Game                | Nominado       |         |

### Controversias

#### Sistema de gachapón
El sistema de micropagos para el gachapón del juego ha sido duramente criticado tanto por medios como por influencers. Medios como The Washington Post advierten de los peligros de este sistema.

#### Resina original
La Resina original es un elemento del juego que resulta muy valioso, ya que sirve para reclamar premios tras enfrentarse a un enemigo más fuerte de lo normal. Cada jugador puede acumular hasta 160 puntos de Resina. Cuando empiezas a gastar la Resina, esta se recuperará con el tiempo. El problema es que reponer un punto de Resina equivale a 8 minutos, por lo que si has gastado toda la Resina, tendrás que esperar 21 horas para jugar en dominios o para enfrentarte a enemigos de élite.
Esto ha generado controversia porque reclamar recompensas de jefes de élite cuesta 40 puntos de Resina, y la de los jefes semanales (Lobo del Norte, Stormterror, Tartaglia), llegan a costar 60 puntos. Así que, por ejemplo, al día puedes combatir con solo cuatro jefes de élite, hecho que hace que los jugadores consideren dejar de jugar.
Anteriormente la cantidad máxima de Resina original que podía acumular era de 120, pero debido a la controversia que esto causó, HoYoverse decidió aumentar la cantidad de Resina original de 120 a 160 puntos en total para la versión 1.1.
A partir de la versión 4.7 el limite de resina fue aumentado a 200, sin embargo el tiempo de regeneración sigue siendo de 1 punto cada 8 minutos. 

#### Recompensas del 1.ᵉʳ aniversario
Las celebraciones del primer aniversario del juego el 28 de septiembre de 2021 recibieron críticas debido a la gestión del evento por parte de HoYoverse. Los jugadores estaban insatisfechos con las recompensas del aniversario en comparación con las recompensas de los eventos de la comunidad, las cuales favorecían a los creadores de contenido. HoYoverse no hizo ningún comunicado respecto al asunto, por lo que una parte de la comunidad realizó un bombardeo de reseñas al juego, descendiendo así su puntuación en la Play Store de 4.5 a 1.3. Otros dos juegos de HoYoverse, Honkai Impact 3rd y Tears of Themis recibieron el mismo tratamiento por parte de los fanes. La compañía presentó una disculpa formal a los jugadores en respuesta a la situación mediante un paquete de pago que tenían previsto vender durante el inminente concierto en vivo, concediéndolo gratis a todos los jugadores en forma de regalo de inicio de sesión de cuatro días. Además, la compañía realizó un comunicado a GamesRadar+:

Hemos prestado mucha atención a los comentarios acerca del primer aniversario de Genshin Impact. Ya hemos pensado en más celebraciones, como el próximo concierto online de Genshin Impact y los regalos de agradecimiento para expresar nuestra gratitud por el apoyo de los jugadores en todo momento. Las opiniones y los comentarios de los jugadores y los fans son realmente valiosos para nosotros, y deseamos que todos los fans continúen explorando y acumulen más recuerdos preciados en Teyvat.

#### Acusaciones en contra del actor de voz de Tignari por conducta inapropiada
En febrero de 2023, se realizaron denuncias de comportamiento abusivo y explotación sexual de menores (gromming) contra el actor de doblaje en inglés del personaje Tignari, Elliot Gindi. Gindi se disculpó por sus acciones, pero negó las acusaciones de aprovecharse de menores y fue ampliamente condenado por la comunidad de Genshin Impact, varios actores de doblaje que eran colegas de Gindi y el director de voz del juego, Chris Faiella, quien comentó que está buscando tomar medidas contra Gindi. Más tarde, Hoyoverse anunció en Twitter que Gindi ya no interpretará a Tignari en versiones posteriores debido a un "incumplimiento de contrato", y confirmó que el personaje será recasteado con un nuevo actor de voz que se reveló tras la llegada de la versión 3.6 del juego, sería el actor Zachary Gordon quién interpretará la nueva voz de Tignari.

## Otros medios
Antes del lanzamiento oficial, HoYoverse lanzó la serie oficial de manga Genshin Impact Project en Crunchyroll y reveló las últimas noticias de Genshin Impact en enero de 2019, en una entrevista con Oriental News, la prensa china y el juego se publicó oficialmente por primera vez en la E3 Electronic Entertainment Expo 2019. Su primera beta cerrada comenzó el 21 de junio.
- En agosto de 2019, HoYoverse anunció en ChinaJoy que Genshin Impact estará disponible en la plataforma PlayStation 4 en 2020, y en septiembre del mismo año, publicó su tráiler en japonés en el Tokyo Game Show.[194]

- El 14 de enero de 2020, HoYoverse anunció oficialmente que el juego estaría compatible con la plataforma Nintendo Switch.[195]

- El 19 de marzo de 2020, HoYoverse inició la segunda beta cerrada de Genshin Impact en las plataformas como iOS/Android/PC.[196]

- El 15 de mayo de 2020, HoYoverse lanzó el reclutamiento de la tercera prueba cerrada (Final Closed Beta) en el sitio web oficial. Novedad de esta prueba es: Nueva plataforma agregada (PS4) y doblaje japonés agregado.[197]

- La Beta Cerrada Final (Final Closed Beta), con el sistema de pago disponible, empezó el 11 de junio de 2020 en China, y empezó fuera de China el 2 de julio del mismo año.[198]

- El 18 de agosto de 2020, HoYoverse abre los prerregistros y anuncia la fecha de lanzamiento oficial de Genshin Impact para PC, Android y iOS: 28 de septiembre de 2020.

- El 16 de septiembre de 2022, se confirmó una adaptación del videojuego en un formato de serie de televisión anime, la cual sería producida por Ufotable. El comunicado de prensa incluyó un video promocional especial producido por los estudios.[199][200]